# Jo Lherman
Jo Lherman, auch Joe Lhermann oder Yo Lehrmann, eigentlich Walter Ullmann (* 5. Januar 1898 in Wien, Österreich-Ungarn; † 5. Mai 1949 in Paris), war Regisseur sowie Theatergründer und -macher. Bekannt wurde er des Weiteren als Radiokommentator beim ersten Nürnberger Prozess unter dem Pseudonym Gaston Oulmàn (auch Gaston Oulman bzw. Gaston Oullman).
Ullmann hat sich über seine gesamte Lebenszeit zahlreiche Eigentumsdelikte zuschulden kommen lassen und neigte sehr zur Hochstapelei; auch sein Doktorgrad war lediglich angemaßt. In der Weimarer Republik genoss er unter dem Namen Lherman einen Ruf als „Theaterbesessener“, der zahlreiche Uraufführungen lebender Dramatiker ins Werk setzte, freilich häufig mit ungedeckten Schecks finanziert und gelegentlich auch unter Verletzung der Autorenrechte. Unmittelbar nach dem Zweiten Weltkrieg reüssierte Ullmann als offizieller Radioberichterstatter des Nürnberger Prozesses gegen die Hauptkriegsverbrecher für Radio München unter dem Namen Oulmàn, wiederum mit gefälschtem Lebenslauf und missbräuchlich geführtem Doktorgrad.

## Frühe Jahre
Walter Ullmann wurde in eine jüdische Familie in Wien geboren. Sein Vater war der Angestellte („Privatbeamte“, wie es damals in Österreich hieß) Moritz Ullmann, der vermutlich in einem Speditionsunternehmen tätig war. Seine Mutter hieß Pauline Ullmann. Über Ullmanns Jugendjahre und Ausbildung ist bislang nichts bekannt. Zwar hat er später behauptet, ein Schulfreund von Arnolt Bronnen zu sein, das trifft aber ebenso wenig zu wie seine Behauptung, mit Bertolt Brecht in die Schule gegangen zu sein.
Mit 21 Jahren musste Ullmann Wien verlassen, weil ihm vorgeworfen wurde, einen Bekannten um eine erhebliche Geldsumme betrogen zu haben. Er meldete sich zunächst aus Wien mit Ziel Italien ab, tauchte aber im März 1920 in Rostock auf. Dort ist eine kurzzeitige Haftstrafe gegen ihn wegen Betrugs aktenkundig. In den folgenden Monaten reiste er quer durch Deutschland und wurde in Schongau, Berlin und München wegen Betrugs, Diebstahls und Unterschlagung zu Haftstrafen von einigen Wochen bis zu drei Monaten verurteilt.
Auf das Jahr 1920 datiert auch Lhermans erster bekannter Kontakt mit dem Theater: Er gastierte damals als Mitglied der Varietétruppe Welker in Aue. Alsbald kam er erneut mit dem Gesetz in Konflikt und erhielt im März 1921 vom Amtsgericht Zwickau eine viermonatige Haftstrafe. Bei den Delikten handelte es sich meist um relativ kleine Betrügereien: So lieh er sich in Aue einen Frack, gab ihn aber nicht zurück, sondern machte ihn prompt zu Geld, zudem stahl er aus der Wohnung seines Vermieters Kleidung und weitere Gegenstände.

## Als Dr. Jo Lherman

### In Jena
Im Mai 1923 gelang es Ullmann – nun unter dem Namen Lherman – erstmals, als Theatermacher Aufmerksamkeit auf sich zu ziehen. Gemeinsam mit dem Leipziger Schauspieler, Regisseur und späteren Theaterleiter Paul Lewitt organisierte er an der „Freien Volksbühne“ im thüringischen Jena einen „Zyklus neuer Dramatik“ mit einer Reihe von Uraufführungen zeitgenössischer Werke, darunter Stücke von August Strindberg, Carl Sternheim, Frank Wedekind und Ernst Toller. Die „Freie Volksbühne“, ein unter anderem von Adolf Reichwein gegründeter eingetragener Verein, gehörte zur sozialistischen Gegenkulturbewegung und verstand sich als „Kulturorganisation des arbeitenden Volkes“. Die Aufführungen waren zumindest ein Kritikererfolg, denn Alfred Döblin betonte im August 1923 in einem Korrespondentenbericht für das Prager Tagblatt, dass sich Lherman in den letzten Monaten in Thüringen einen Namen gemacht habe, indem er „wahrhaftig Stücke lebender Autoren“ aufführte.

### Lhermans „Das Theater“ in Berlin
Lherman versuchte nunmehr, als Theatermacher in Berlin Fuß zu fassen. Da er keine Theaterkonzession besaß und auch nicht Mitglied des Deutschen Bühnenvereins war, gründete er gemeinsam mit Emil Szittya eine Geschlossene Gesellschaft zur Aufführung von Theaterstücken, die er „Das Theater“ nannte. Zu diesem Zweck mietete er den Schwechtensaal, einen Konzertsaal in der Lützowstraße. Auf ein Stück für eine Uraufführung sprach er Arnolt Bronnen an, der die Bitte brieflich an Bertolt Brecht nach Augsburg weiterleitete. Man einigte sich schließlich auf ein Mysterienspiel von Hans Henny Jahnn, Pastor Ephraim Magnus, das schon allein wegen seiner Länge als unaufführbar galt. Bronnen übernahm die Regie und versicherte sich der Unterstützung Brechts, der nach Bronnens Bericht einen Großteil der erforderlichen Kürzungen vornahm (von sieben auf zwei Stunden Spieldauer).
Am 24. August 1923 gelang es Lherman, Bronnen und Brecht tatsächlich, die Premiere des Stücks zustande zu bringen. Lherman hatte zuvor kräftig die Werbetrommel gerührt, unter anderem mit einem Programmatischen Aufsatz im Berliner Börsen-Courier vom 23. August 1923, dem Hausblatt des bekannten Kritikers Herbert Ihering. Darin bekannte sich Lherman zum modernen Drama und zum „entfesselten Theater“ Alexander Tairows und Konstantin Stanislawskis – und widmete den Aufsatz Brecht, den er „unendlich“ liebe, „weil er mir erklärt hat, er würde vom Tage meines etwaigen Bankrotts an sich mit mir zusammentun“. Jahnn, der zu den letzten Proben angereist war, äußerte sich allerdings wenig freundlich über die Bearbeitung: „Ich erkannte mein Stück nicht wieder. Es war leider auch kein Brechtsches Stück daraus geworden. Stundenlange Diskussionen bis zur Feindschaft.“ Auch die Kritik äußerte sich mehrheitlich negativ; immerhin fanden Alfred Döblin im Prager Tagblatt und Fred Hildenbrandt im Berliner Tageblatt ein paar freundliche Worte.
Wenige Tage später wurde Lherman verhaftet und sein Theater polizeilich geschlossen. Die Schecks für den Autor und die Kostümbildnerin hatten sich als ungedeckt erwiesen. Die Berliner Schriftstellerin Dinah Nelken dichtete prompt:
Uns scheint die ganze Welt verdreht, / denn wir sind die Normalen.

Wenn Lhermann vor dem Richter steht, / muß er den Wein bezahlen.

Er rettet unsre deutsche Kunst / mit Wein und falschen Schecks,

er macht den richtgen blauen Dunst / aus unserm Dichtkomplex.
Arnolt Bronnen führte Lhermans Scheckmanipulationen in seinen Erinnerungen darauf zurück, dass er das Theater durch Devisenspekulation auf die fallende Mark finanziert habe – im Inflationsjahr 1923 eigentlich ein erfolgversprechendes Geschäft, bei dem Lherman aber das Pech gehabt habe, ausgerechnet eine Erholungsphase der Mark zu erwischen. Bereits Anfang September war er wieder frei, da ihm keine betrügerische Absicht unterstellt wurde.

### Schriftstellerische und journalistische Aktivitäten
Durch dieses Fiasko ließ sich Lherman jedoch nicht beirren, zumal er auf diese Weise seinen Bekanntheitsgrad erheblich gesteigert hatte. In den folgenden Jahren trat er mit einer Vielzahl kultureller Aktivitäten an die Öffentlichkeit. Er schrieb Theaterkritiken und Feuilletons für verschiedene Zeitschriften und Zeitungen (unter anderem für Paul Westheims renommiertes Kunstblatt, aber auch für die Westfälischen Neuesten Nachrichten und das Heilbronner Neckar-Echo), war Ende 1924 für die Eröffnungsrede auf einem Brecht-Abend mit dem Rezitator Franz Konrad Hoefert angekündigt und gab gemeinsam mit dem Dramaturgen Walter Gutkelch und Boris Wassermann die kurzlebige Kulturzeitschrift Das Dreieck heraus. Ein Sonderheft dieses Periodikums edierte Lherman Anfang 1925 allein; es enthielt eine „Anthologie unveröffentlichter Gedichte sechzig deutscher Autoren“ unter dem Titel „Die Lyrik der Generation“. Vertreten waren unter anderem Johannes R. Becher, Brecht (dessen Erinnerung an die Marie A. hier zwei Jahre vor ihrem Erscheinen in der Hauspostille gedruckt wurde), Iwan Goll, Hermann Kasack, Klabund, Ernst Toller und Carl Zuckmayer – aber auch Gedichte des Herausgebers selbst, freilich unter dem Namen Walter Ullmann, den niemand mit Lherman in Verbindung brachte.

### Lhermans „Junge Generation“
Lherman gelang es daneben, teils in Berlin und teils in verschiedenen Provinzstädten, eine ganze Reihe von Uraufführungen lebender Autoren in Szene zu setzen, wobei er nunmehr meist als Regisseur zeichnete. Ende 1925 gründete er in Berlin die „Junge Generation“, eine freie Theatergruppe ohne feste Spielstätte, deren Aufführungen aus Geldmangel meist als Matineeveranstaltungen in angemieteten Theatern stattfanden.
Unter Lhermans Regie spielten trotz dieser Beschränkungen zahlreiche etablierte Berliner Schauspieler, viele davon aus den Ensembles der Volksbühne, des Deutschen Theaters und des Preußischen Staatstheaters. Zu ihnen gehörten Sonja Bogs, Jürgen von Alten, Paul Günther, Rosa Pategg und Hugo Döblin, der ältere Bruder des Schriftstellers und Theaterkritikers Alfred Döblin; ferner zahlreiche jüngere Darsteller wie die Kabarettistin Hedda Larina, Herbert Brunar und Colette Corder, die bereits als jugendliche Hauptdarstellerin in zahlreichen Horror- und Sittenfilmen wie Das Grauen, Großstadtmädels 2 und Großstadtmädels 3 gespielt hatte. Dazu kamen theaterbegeisterte Anfänger und Semiprofis, darunter die spätere Schriftstellerin Ada Halenza.
Mit der „Jungen Generation“ inszenierte Lherman 1925 zunächst die Premiere der Komödie Klavier von Leo Matthias, im Februar 1926 Das Drama mit den drei Kreuzen von Karl Aloys Schenzinger; im selben Jahr brachte er in Heilbronn Hermann Kasacks Stück Die Schwester heraus, bald darauf in Kassel Ernst Glaesers Tragikomödie Seele über Bord.
Die maßgeblichen Kritiker insbesondere der Hauptstadtpresse äußerten sich zunehmend unfreundlicher über Lhermans Regieleistungen, allerdings keineswegs einhellig. Herbert Ihering schrieb etwa: „Lherman ist keine Person, er ist ein Klebstoff. Er liest ein unaufgeführtes Stück, schon hängt er fester an ihm als der Autor.“ Carl von Ossietzky verriss die Schenzinger-Premiere vernichtend. Für ihn war Lhermans Regie „heilloser Dilettantismus“ und er empfand sich und die anderen Zuschauer als „Opfer eines bizarren Attentates“. Zugleich meinte er aber, man solle dem „Theaterverrückten“ einmal eine Chance mit einem soliden Vertrag geben. Hans Sahl kritisierte an Lhermans Inszenierung von Seele über Bord den „Aufwand an ekstatischem Theaterlärm, der sich bis zur Unerträglichkeit der geschrienen Vokabeln steigerte“. Alfred Kerr hingegen ließ deutliche Sympathien für Lherman erkennen, wenn er auch im Einzelnen Kritik an den Aufführungen und vor allem an den ausgewählten Stücken übte. Seele über Bord bot dem NSDAP-Stadtverordneten und späteren Präsidenten des Volksgerichtshofs,  Roland Freisler, eine Gelegenheit, einen Theaterskandal zu inszenieren: Freisler störte mit Parteigenossen die Vorstellung und stellte gegen Glaeser Strafanzeige wegen Gotteslästerung; der Prozess endete aber mit einem Freispruch, weil die von Lherman inszenierte Fassung die von Freisler inkriminierten Passagen gar nicht enthielt.
1927 führte Lherman wiederum in Berlin Regie bei der Uraufführung von Walter Serners Posada oder der große Coup im Hotel Ritz, die ein „überragender Mißerfolg“ wurde. Regisseur und Darsteller wurden in der Presse fast ausnahmslos verrissen. Die Neue Berliner Zeitung bezeichnete das Ganze als „verspäteten Faschingsulk“, die Berliner Wochenzeitung Der Montag Morgen registrierte „viel unfreiwillige Komik, viel falsche Töne, viel falsche szenische Optik.“ Und die Deutsche Tageszeitung beklagte: „Die »Junge Generation« ... begaunert ihr Publikum und stiehlt ihm drei strahlend schöne Sonntagmittagsstunden.“ Felix Hollaender machte in seiner Kritik Lherman „für den Unfug seiner Gruppe verantwortlich“, Fritz Engel spricht ihm im Berliner Tageblatt „jedes dramaturgische Gefühl“ ab, Monty Jacobs nennt ihn einen „Dilettanten“. Max Osborn beklagt in seiner Besprechung, bei Lhermans „Regie weiß der Zuschauer niemals, ob es nicht unfreiwillige Komik ist, die ihn zum Lachen reizt.“ Und die Berliner Welt am Montag fasst zusammen: „Die Aufführung gehört zu den überflüssigsten Unternehmungen des Herrn Lherman, und das will etwas heißen.“ Den Todesstoß versetzte Stück und Regisseur der konservative Theaterwissenschaftler Hans Knudsen in der angesehenen Literaturzeitschrift Die schöne Literatur: „Der Regisseur Lherman sah in der Langweiligkeit dieses üblen Machwerks offenbarer Talentlosigkeit dessen unterstreichungswürdigsten Vorzug.“ Auch Autor Serner fühlte sich und sein Stück von Lherman missverstanden und ergänzte die spätere Buchausgabe mit einem „Avis für den Regisseur“, in dem gefordert wurde, das Stück „weder als Parodie noch als Groteske zu spielen“. Es kam zu keiner weiteren Aufführung des Stücks mehr. Angeblich hatte die „Polizeibehörde Einspruch erhoben.“
1928 setzte Lherman in Bad Dürkheim den Pfarrer von Mainz von Wilhelm Schmidtbonn in Szene. Immer wieder geriet er aber während dieser ganzen Zeit aufgrund seiner Geschäftspraktiken in Konflikt mit dem Gesetz; es wurden diverse Verfahren gegen ihn eröffnet, die meist keine nachhaltigen Konsequenzen hatten. Im Januar 1929 wurde er vom Schöffengericht Charlottenburg wegen missbräuchlicher Führung des Doktorgrades (und betrügerischen Erwerbs eines Radios) verurteilt.

### LhermansSchwärmer-Skandal
Kaum wieder in Freiheit, produzierte Lherman den größten Theaterskandal seiner Karriere: die Uraufführung der Schwärmer von Robert Musil. Lherman hatte sich mit Paul Gordon zusammengetan, der 1929 das so genannte „Theater in der Stadt“ in der Kommandantenstraße, ein Berliner Vorstadttheater, übernommen hatte. Sie schrieben Musil an und baten ihn um eine gekürzte Fassung des Stücks, das im Original über vier Stunden lang gewesen wäre. Musil weigerte sich jedoch, insbesondere weil er Die Schwärmer an einem renommierten Theater herausbringen wollte (was ihm allerdings in den vergangenen acht Jahren nie gelungen war, obwohl er für das Stück den renommierten Kleist-Preis erhalten hatte). Daraufhin strichen Lherman und Gordon das Stück selbst auf etwa die Hälfte zusammen. Musils Kritik beantworteten sie mit dem Verweis auf einen Vertrag, den sie mit dem Drei-Masken-Verlag, dem Bühnenvertrieb für Musils Stück, abgeschlossen hätten.
Musil versuchte daraufhin, mit Beiträgen für den Berliner Börsen-Courier und weitere Zeitungen die Premiere zu verhindern, doch es gelang ihm lediglich, eine Verschiebung um eine Woche zu erreichen. Die Uraufführung (Regie: Jo Lherman) fand wiederum ein sehr zwiespältiges Echo: Alfred Kerr und Erich Kästner äußerten sich vorsichtig positiv über den „ehrlichen Versuch“, das Stück auf die Bühne zu bringen, und schoben die Probleme der Aufführung auf das schwierige Stück, den unpassenden Aufführungsort und das wenig gebildete Publikum. Kerr urteilte wohlwollend: „Lhermann wirkt künstlerisch. Den Aufstieg dieses Rampensüchtlings zu bestreiten, wäre für mein Gefühl jetzt unanständig... Ist hier ein Spekulant? Oder ein Werdender?“ Herbert Ihering dagegen verriss Werk und Aufführung, wie es die meisten Kritiker taten. Nach Augenzeugenberichten konnte der Großteil der Besucher mit Stück und Regie wenig anfangen, es gab jedoch auch einige begeisterte Claqueure, die (wie man vermutete) von Lherman bezahlt worden sein könnten. Und Musil notierte in seinem Tagebuch den Eingang eines Schecks über magere 66 Mark und 25 Pfennige für die 10 Aufführungen.

### Letzte Inszenierungen
1930 gelang es Lherman zum letzten Mal, Stücke lebender Dramatiker auf die Bühne zu bringen: In einer Mittagsvorstellung inszenierte er in Berlin ein Stück von James Joyce, Verbannte, das wiederum zwiespältig aufgenommen wurde. Im Berliner Tageblatt erhielt Lherman ausnahmsweise einmal Lob von Fritz Engel, der betont, „daß dieser Lherman, sonst oft so schludrig, hier ausgezeichnete Regie geleistet hat.“ Der Kritiker und Musil-Kenner Walther Petry dagegen urteilte: „Der Regisseur, ein Experimentator ohne jedes Geschick, mit einem Hang zur schwierigen modernen Problemliteratur, hat von den Aufgaben, die in der Sache liegen, keine Ahnung. Seine Interpretation der Schwärmer war sinnlos; die der Verbannten war töricht... sein Regiestab, statt zu verlebendigen, tötet.“
Im selben Jahr folgte in Wien die Aufführung eines Stücks von Paul Claudel, Das harte Brot. Dann fiel Lhermans Theaterleidenschaft endgültig seinen Geschäftspraktiken zum Opfer: Er wurde 1932 in Wien wegen Betrugs zu sechs Monaten Gefängnis verurteilt (unter anderem hatte er einen Vorschuss für ein Stück angenommen und sogleich ausgegeben, ohne irgendwelche Anstrengungen für eine Inszenierung zu unternehmen). Da im Verlauf dieses Prozesses seine wahre Identität ans Licht kam, war seine Theaterkarriere beendet.
Schon Ende März 1931 hat Karl Kraus in der Fackel die nachfolgend zitierte Zeitungspassage allein durch die Überschrift Theater, Kunst und Literatur vielsagend glossiert:

„Der Name Jo Lherman wurde zum erstenmal in der Öffentlichkeit genannt, als er im Sommer des Jahres 1927 in Berlin verhaftet wurde. - - Im ganzen wurde Lherman wegen Betruges in zweiundzwanzig Fällen und wegen Urkundenfälschung in fünf Fällen angeklagt. - - Schon damals bestanden Zweifel über seine Persönlichkeit - - Tatsächlich wurde auch festgestellt, daß er in den Jahren 1920 und 1921 fünfmal wegen kleinerer Eigentumsdelikte abgestraft worden war. - - Bei der Berliner Verhandlung sprach sich übrigens der als Sachverständiger einvernommene bekannte Berliner Kritiker Alfred Kerr sehr günstig über Lherman aus und behauptete, dieser sei von dem Fanatismus besessen, den jüngeren Dramatikern auf die Bühne zu verhelfen, habe in dieser Beziehung schon sehr viel Ersprießliches geleistet und besitze alle Talente, um ein machtvoller Theaterdirektor zu werden. Die Verhandlung schloß damit, daß Lherman zu fünfzehn Monaten Gefängnis verurteilt wurde.“

## Publizist, Redakteur, Herausgeber
Dafür fand Lherman in Wien eine Stelle bei dem Verlag Bergis. In dessen Zeitschrift Das Blaue Heft veröffentlichte er neben Theaterkritiken eine Reihe politischer Artikel unter dem Namen W. M. Ullmann, unter anderem 1932 einen Appell Gedenkt Ossietzkys. Ossietzky hatte im Mai 1932 eine 18-monatige Gefängnisstrafe wegen angeblichen Verrats militärischer Geheimnisse antreten müssen, und Ullmann versetzte sich in diesem Artikel in seine Lage:

„... trägt den sackleinenen Anzug der preußischen Sträflinge, muß seine Pritsche morgens an die Wand schlagen und tagsüber vielleicht Papiersäcke kleben oder Tabak schleißen ...“

Den Schluss des Artikels bildete ein Aufruf,

„die Front zu halten, aus der er gerissen worden ist ...; von ihm zu reden, seiner zu gedenken, ihn nicht zu vergessen, immer wieder nach ihm zu rufen; und endlich ihn zu lieben von ganzem Herzen als unseren schwer verwundeten Bruder.“

1933 ging Ullmann nach Paris mit dem Auftrag, den Verlag in die französische Hauptstadt zu transferieren, und gab eine Reihe von Büchern unter dem Etikett Les Editions Bergis heraus. Sehr bald drohte ihm jedoch erneut die Verhaftung, weil ihm Unterschlagung von Ersparnissen deutscher Emigranten vorgeworfen wurde. Er setzte sich nach Brno ab, wo er dem Emigranten Will Schaber, den er von gemeinsamer Zeitungsarbeit am Neckar-Echo kannte, die Gründung eines deutschsprachigen Pressediensts in der Tschechoslowakei vorschlug. Dieser kam auch wirklich zustande – freilich ohne Ullmann, der schleunigst verschwinden musste, weil sein Steckbrief in den Zeitungen erschien.
Ullmann hielt sich nun zunächst in Portugal, dann in Spanien auf. Offenbar hat er später als Korrespondent verschiedener österreichischer Blätter aus dem Spanischen Bürgerkrieg berichtet. 1937 wurde er in Barcelona wieder einmal verhaftet, diesmal unter dem Vorwurf, als Vertreter des „Geneva Press Service“, der Presseagentur des Völkerbunds, die Kriegszensur umgangen und mit den Franco-Kräften zusammengearbeitet zu haben. Er selbst behauptete später, er sei in Madrid UP-Korrespondent gewesen. Tatsächlich setzte sich der damalige Chef von United Press in Madrid später in München für ihn ein. Es gab jedoch auch Gerüchte über Waffengeschäfte Ullmanns mit beiden Kriegsparteien.

## Im Zweiten Weltkrieg
In den Jahren nach 1937 verliert sich Ullmanns Spur. 1949 wurde auf der Leserbriefseite des Spiegel behauptet, er sei in Istanbul Leiter einer antideutschen Propagandaorganisation gewesen. Dafür fehlt aber jeder Beleg. Ullmann selbst hat offenbar später angegeben, bis 1941 als Journalist in Spanien gewesen zu sein; er sei wegen seiner unabhängigen Berichterstattung für verschiedene lateinamerikanische Medien mehrfach verhaftet und schließlich 1941 an die Gestapo ausgeliefert worden, als er öffentlich für einen Kriegseintritt der „ibero-amerikanischen Staaten“ gegen Hitler eintrat. Damals habe er auch die kubanische Staatsbürgerschaft erhalten. Konstantin von Bayern, der die spätere Strafakte Ullmanns in Straubing eingesehen hat, weist hingegen auf einen internationalen Steckbrief hin, der eine Auslieferung aus Madrid wegen Betrugs nahelegt.
Das nächste gesicherte Dokument, das Ullmanns Leben betrifft, ist jedenfalls ein Urteil des Landesgerichts für Strafsachen Wien vom 16. September 1942. Ullmann, dem es offenbar sehr schlecht ging (der Gefängnisarzt stellte 24 kg Untergewicht fest), wurde wegen Betrugs zu fünf Jahren Zuchthaus verurteilt und an die Strafanstalt Straubing überstellt. Als 1945 die Front näher kam, trieb die SS die Häftlinge in Richtung Dachau, und Ullmann landete mit vielen anderen in einem Kriegsgefangenenlager, dem Stammlager VII A bei Moosburg.

## Dr. Gaston Oulmàn, Radiokommentator beim ersten Nürnberger Prozess
Nach der Befreiung gelang es ihm, als angeblicher kubanischer Staatsbürger unter dem neuen Namen „Dr. Gaston Oulmàn“ erneut Kontakte zu knüpfen. Auf Fürsprache von Mithäftlingen verschaffte der Journalist Max Kolmsperger, damals Leiter der Betreuungsstelle für Verfolgte des Nazismus in Moosburg, Oulmàn den Verfolgtenstatus und ein Privatquartier und öffnete ihm weitere Türen. Er gewann das Vertrauen belasteter NSDAP-Mitglieder, die ihm ihre Besitztümer anvertrauten und ein Auto beschafften. Nach Angaben seiner damaligen Sekretärin verschaffte Oulmàn NSDAP-Mitgliedern auch Persilscheine gegen Geld oder Essen.
Oulmàn gelang es bald, sich in München zu etablieren. In München lernte er Künstler und Journalisten kennen, unter anderem Trude Hesterberg und Curt Riess. Oulmàn kopierte die Kriegsberichterstatter-Uniform von Riess und gab sich als kubanischer „War Correspondent“ aus. In einem Porträt der bayerischen Rundfunkzeitschrift Radiowelt gab er an, er habe Germanistik studiert und als Journalist viele Länder der Erde bereist. Auch bei den Wittelsbachern gewann er Freunde, indem er ihnen erzählte, er habe mit einem führenden Mitglied des monarchistischen Widerstands, Adolf von Harnier (siehe Harnier-Kreis), im Straubinger Zuchthaus per Klopfzeichen kommuniziert und dieser habe ihn davon überzeugt, dass zu Bayern eine Monarchie am besten passe. Oulmàn bot sich als „Propagandist einer bayerischen Restauration“ an. Er organisierte eine Pressekonferenz in Leutstetten, wo der Kronprinz Rupprecht von Bayern residierte, und überredete den Stadtkommandanten von München sogar zur Zulassung einer „Bayerischen Heimat- und Königspartei“, die jedoch alsbald wieder verboten wurde. Um ein Einkommen zu generieren, verkaufte er erfolgreich Schuldverschreibungen in Schweizer Franken auf ein (vermutlich nicht existentes) Schweizer Konto gegen Reichsmark. Peinlich genau achtete er darauf, dass sein Name „korrekt“ mit Ou und einem Akzent geschrieben und gesprochen wurde.

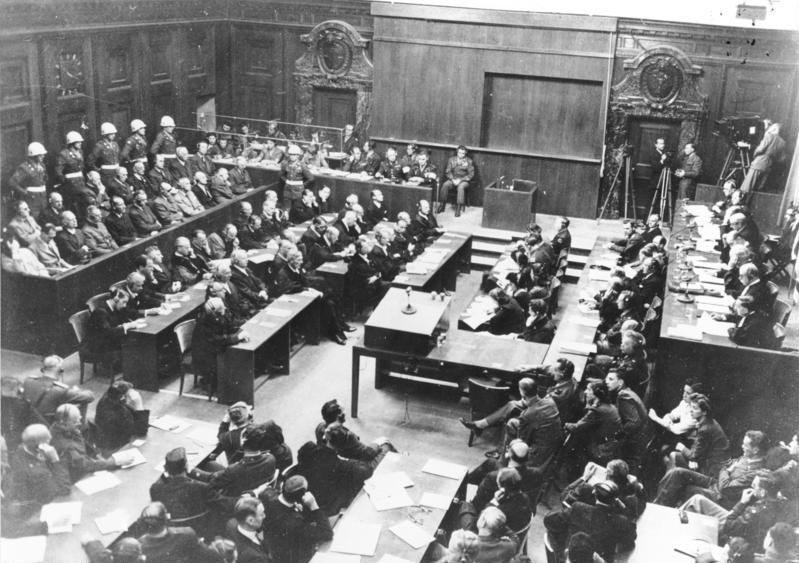
Verhandlungssaal des Nürnberger Prozesses gegen die Hauptkriegsverbrecher, gesehen von der Presseemphore, 30. September 1946

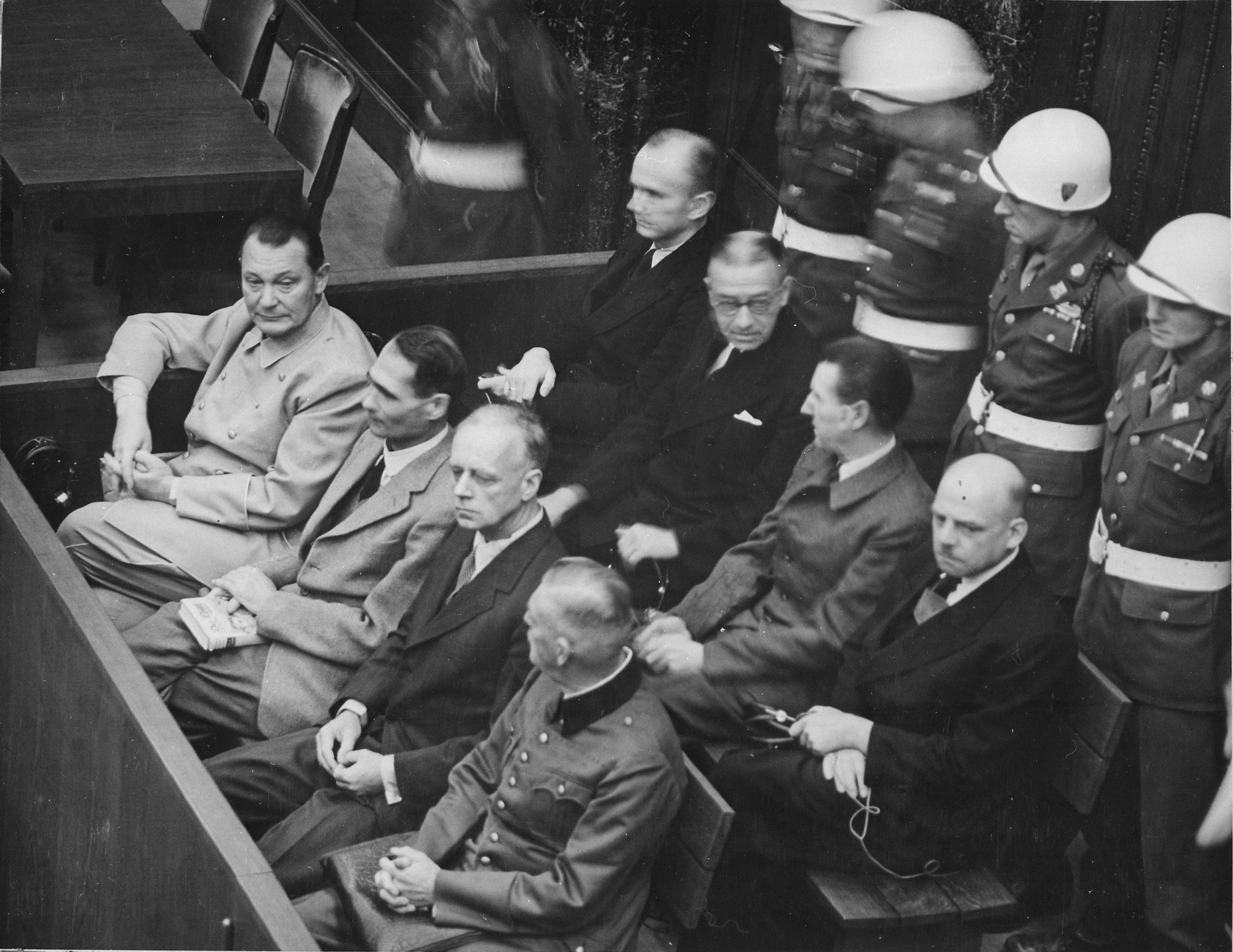
Anklagebank

Entscheidend für den kurzen Ruhm Oulmàns in den Nachkriegsjahren war, dass er das Vertrauen des amerikanischen Rundfunkbeauftragten für Bayern und Intendanten bei Radio München, Field Horine, gewann. Offenbar war für diesen Kontakt seine Bekanntschaft mit dem früheren Chef von United Press in Madrid, Joe Ravotto, von Nutzen, der mittlerweile im Münchner Funkhaus arbeitete. Field Horine machte Oulmàn zum offiziellen Radioberichterstatter des Nürnberger Prozesses gegen die Hauptkriegsverbrecher für Radio München. Er hatte Zugang zu Häftlingen und Zeugen des Prozesses und besuchte die Gerichtsverhandlungen. Seine Kommentare wurden damit jeden Abend zur besten Zeit um 20:15 Uhr in einem der größten und wichtigsten deutschen Radiosender gesendet. Diese sprach er jedoch nicht selbst, da seine Stimme für „nicht mikrofongeeignet“ gehalten wurde. Stattdessen sprach meist sein Kollege Fritz Mellinger, sodass Ullmanns Stimme nicht öffentlich zu hören war. Er verfasste insgesamt bis zum Ende des Prozesses im Oktober 1946 über 300 Kommentare.
Seine Radiokommentare, von denen nur wenige erhalten sind, hielten sich wohl insgesamt an die Vorgaben der Alliierten, indem sie das Prozessgeschehen auch juristisch zu erklären versuchten und dabei die rechtsstaatlichen Grundlagen des Prozesses betonten. Ein zeitgenössischer Spiegel-Artikel erwähnt die in seiner Sicht „pointierten, im voraus schuldigsprechenden Kommentare“; Will Schaber meint, seine Kommentare „waren oft beißend ironisch und mißfielen einem großen Teil des deutschen Publikums“. Aber auch einige Amerikaner wie Robert H. Lochner, dessen Vater als Korrespondent der Associated Press aus Nürnberg berichtete, beschreiben Oulmans Sendungen als „gehässig“ und „vor Deutschenhass triefend“.
Durch seine Bezahlung beim Rundfunk (er schrieb auch Beiträge für die Mittagssendung Dokumente und Tatsachen) und seine zusätzliche Tätigkeit als Korrespondent für Nachrichtenagenturen gehörte „Oulmàn“ nun zu den Wohlverdienern. Er soll allein in München sechs Autos und drei Wohnungen besessen haben und bei Frauen beliebt gewesen sein. Zu dieser Zeit soll er gemäß einem Spiegel-Artikel auch in den Kunsthandel eingestiegen sein. Er habe seinen Einfluss geltend gemacht, um die Kunstschätze der um München ansässigen Altnazis vor Beschlagnahmung zu schützen. Dafür habe er Gegenleistungen in Form von wertvoller Kunst erhalten, die er gemeinsam mit einem Freund namens Georg Hoffmann weiterverkauft habe. Im Zuge der Gerichtsverhandlungen beim Nürnberger Prozess gewann er das Vertrauen der Ehefrauen hoher Naziführer, so Evi von Blomberg (Frau von Werner von Blomberg), Henriette von Schirach, Brigitte Frank (Frau von Hans Frank) und Emmy Göring. Er leitete Nachrichten zwischen den Zeugen bzw. Angeklagten und ihren Frauen weiter, nutzte die gewonnenen Informationen zwar journalistisch, verteidigte die Frauen aber in seinen Kommentaren gegen jede Form von Sippenhaft und half ihnen bei der Bewältigung privater Probleme.
Oulmàns abschließender Kommentar zur Nürnberger Urteilsverkündung am 1. Oktober 1946 wurde im ganzen deutschen Sprachraum verbreitet. Er lobte die Prozessführung der Alliierten, äußerte aber grundsätzliche Bedenken gegen die Verhängung von Todesurteilen. In der Folge engagierte er sich stark für eine Verurteilung Franz von Papens bei dem Spruchkammerverfahren, das auf den Freispruch beim Nürnberger Prozess folgte. Mittlerweile glaubten ihn jedoch zunehmend Menschen als Jo Lherman zu erkennen (so unter anderem Hermann Mostar), und auch seine journalistische Tätigkeit stieß bei den Amerikanern zunehmend auf Misstrauen; sie verlängerten seinen Vertrag nicht mehr.
Kurze Zeit war Oulmàn dann Korrespondent der Associated Press und gründete alsbald eine eigene Presseagentur, mit der er aber erneut schnell in Schwierigkeiten geriet (unter anderem weil er eigene Meldungen fälschlich mit dem Zeichen des International News Service versah). Das amerikanische Konsulat recherchierte und stellte fest, dass ein Gaston Oulmàn in Kuba nicht bekannt war.

## Directeur politiquebei Radio Saarbrücken
Oulmàn setzte sich in das Saarprotektorat ab und wurde im Herbst 1947 als Directeur politique Chefredakteur des Radio Saarbrücken. Auch dort konnte er sich jedoch nicht lange halten. 1948 wurde er als Chefredakteur abgelöst, unter anderem auf Betreiben des saarländischen Ministerpräsidenten Johannes Hoffmann. Vorausgegangen war eine heftige deutsche Pressekampagne gegen ihn. Im März 1948 beklagte sich außerdem die SPD-Landtagsfraktion wegen „sinnentstellender Meldungen“ über Oulmàn und bezeichnete ihn als Kommunisten.
Auch das Hohe Kommissariat hatte schließlich im Mai 1948 in einem vertraulichen Schreiben seine Entlassung empfohlen, da er als Korrespondent ausländischer Medien dem guten Ansehen des Saarländischen Rundfunks schaden würde. Unmittelbar vorausgegangen war ein Bericht Oulmàns über einen Studentenstreik in Homburg, den er gegen die Weisung des französischen Gouverneurs veröffentlicht hatte. Als außerdem sein Chef und Gönner, der Generaldirektor des Rundfunks Gérard Losson, wegen seiner Personalpolitik in Schwierigkeiten kam, wurde eine Hausdurchsuchung bei Oulmàn vorgenommen, bei der Blanko-Grenzscheine gefunden wurden. Die französische Polizei nahm ihn daraufhin fest und schob ihn nach einem Selbstmordversuch nach Frankreich ab.

## Das letzte Jahr
Über das letzte Jahr im Leben Ullmanns waren zahlreiche Gerüchte im Umlauf. Es wurde kolportiert, er sei Bordellportier in Nordafrika oder habe für die sowjetische Gesandtschaft in Tanger gearbeitet. Dafür gibt es keinerlei Belege. Auch sein Tod wurde mehrfach gemeldet: Er habe in Casablanca Selbstmord begangen oder sei in der Kasbah von Algier erstochen aufgefunden worden. Im August 1948 behauptete die in New York erscheinende Wochenschrift Aufbau darüber hinaus ohne jegliche Begründung, Oulmàn sei der Verfasser der als Fälschung entlarvten Tagebücher der Eva Braun.
Nachweisbar ist, dass Ullmann im Jahre 1949 in Paris war, wo er wieder einmal eine Presseagentur gründete. Am 19. Februar 1949 gelang ihm sein letzter Erfolg: Er veröffentlichte in Le Monde ein Interview mit Friedrich Gaus über die Unterzeichnung des Hitler-Stalin-Pakts. Zwei Monate später starb er, einer französischen Presseagenturmeldung nach am 5. Mai, an einem Lungenleiden. Angeblich habe er sich „das letzte Fünkchen Leben aus der durchlöcherten Lunge gehustet.“ Walter Ullmann ist auf dem Friedhof Pantin begraben.

## Beurteilung und Forschungslage
Persönliche Beschreibungen Ullmanns sind selten. Den wenigen Angaben und Fotos folgend war er klein, schmal, hatte eine „scharf gebogene Nase“ und trug in späteren Jahren eine schwere Brille. Einer zeitweiligen Mitarbeiterin nach war er „ein guter Unterhalter und hat auch interessant erzählt.“
Die Bewertungen seiner Persönlichkeit sind extrem gespalten. Ehemalige Bühnenkollegen beurteilten seine Aktivitäten als Lherman eher nachsichtig: Für Hans Sahl war er „ein Abenteurer, eine Mischung aus Idealist und Betrüger“, für Alfred Dreifuss „ein liebenswerter Gauner“ und „Berufsschnorrer“. Für Alt- und Neonazis wie Franz Josef Scheidl war er das Zerrbild eines Juden, „ein kleiner, magerer Mann mit langen schmutzigen Fingern und gelben Zähnen.“
Über Jo Lherman gibt es verstreute Berichte in der Memoirenliteratur, insbesondere in Arnolt Bronnens Buch über seine Zeit mit Brecht (siehe Literatur). Gaston Oulmàns Aktivitäten ab 1945 haben in einer Reihe von Erinnerungsbüchern und journalistischen Produkten ein Echo gefunden. So hat Konstantin Prinz von Bayern in seinen Büchern Nach der Sintflut (1954) und Ohne Macht und Herrlichkeit (1961) ausführlich über seine Erfahrungen mit Oulmàn berichtet. Zudem taucht die Figur Oulmàn wiederholt in geschichtsrevisionistischen Veröffentlichungen auf, meist als Beispiel für die angebliche Korruptheit der Reeducation, etwa in David Irvings Nuremberg: The Last Battle und Franz Schönhubers Ich war dabei, wobei er als Berufskrimineller dargestellt wird. Otto Zierer betont seine „ölige Stimme“, obwohl Oulmàn die meisten seiner Radiokommentare gar nicht selbst sprach, und diffamierte ihn noch 1978 absurderweise als „untergetauchten SS-Führer“.
1969 soll der Sender Freies Berlin eine Dokumentation über Oulmàn gesendet haben. Am 3. Juli 1970 zeigte das Zweite Deutsche Fernsehen ein „Dokumentarspiel“ Das Chamäleon nach einem Drehbuch von Joachim Ulrich über Oulmàn. 1973 erschien Oulmàn unter dem Namen „Raoul Clairon“ als Figur in einem Kolportageroman von Michael Burk: Das Tribunal. 1978 erschien ein „Dokumentar-Thriller“ Das Chamäleon von Maximilian Alexander (Pseudonym für Ulrich Holler), der sich allerdings in erster Linie vorgeblichen Bettgeschichten Oulmàns widmet.
Die erste und bislang einzige wissenschaftliche Studie, die sich auf Ullmanns Biografie konzentriert, hat Will Schaber 1989 im Jahrbuch Exilforschung veröffentlicht. In Schabers Nachlass im Dortmunder Institut für Zeitungsforschung ist eine umfangreiche Korrespondenz mit zahlreichen Personen und Archiven nachgewiesen, die der Recherche über Ullmann diente. In seiner Musil-Biografie hat Karl Corino eine Reihe von Daten, zeitgenössischen Quellen und Aktenfunden zu den frühen Jahren Ullmanns und der Theaterzeit Lhermans verwertet, die das Bild dieser schillernden Persönlichkeit abrunden.

## Schriften

### Als Herausgeber
- Das Dreieck. Monatszeitschrift für Philosophie, Dichtung und Kritik. Herausgegeben von Walter Gutkelch, Jo Lherman, Boris Wassermann. 1924–1925 (sieben Nummern erschienen).
- Die Lyrik der Generation. Eine Anthologie unveröffentlichter Gedichte sechzig deutscher Autoren. Herausgegeben und eingeleitet von Jo Lherman. Berlin: Dreieck-Verlag, 1925.

### Journalistische Arbeiten (Auswahl)
- Jo Lherman: Programmatischer Aufsatz. In: Berliner Börsen-Courier. 23. August 1923.
- Jo Lherman: Die Kleistpreisträger. In: Westfälische Neueste Nachrichten. 12. März 1924.
- Jo Lherman: Dramatisches Ergebnis. In: Das Dreieck. 1. Jahrgang, Heft 2, Oktober 1924, S. 61.
- W. M. Ullmann: Gedenkt Ossietzkys. In: Das Blaue Heft. 1. August 1932.
- W. M. Ullmann: Die Niederlage. In: Das Blaue Heft. 12 (Heft 16), 15. März 1933, S. 481–483.
- W. M. Ullmann: Emigrierte Schriftsteller. In: Das Blaue Heft. 12 (Heft 19), 1. Mai 1933, S. 587f.
- W. M. Ullmann: An Marianne. In: Das Blaue Heft. 12 (Heft 20), 15. Mai 1933, S. 612f.
- Lherman: Penclubösterreicher. In: Das Blaue Heft. 12 (Heft 23),. 1. Juli 1933, S. 735.
- W. M. Ullmann: Erster August. In: Das Blaue Heft. 13 (Heft 1), 1. August 1933, S. 1f.
- W. M. Ullmann: Die Zukunft. In: Das Blaue Heft. 13 (Heft 7), 1. November 1933, S. 208f.[69]